# Slutspelet i Uefa Champions League 2020/2021
Slutspelet i Uefa Champions League 2020/2021 inleddes den 16 februari med åttondelsfinalerna och avslutades den 29 maj 2021 med en final på Estádio do Dragão i Porto, Portugal. Totalt 16 lag deltog i slutspelet.

## Åttondelsfinaler

### Sammanfattning
| Åttondelsfinaler – 16 deltagande klubblag | Åttondelsfinaler – 16 deltagande klubblag | Åttondelsfinaler – 16 deltagande klubblag | Åttondelsfinaler – 16 deltagande klubblag | Åttondelsfinaler – 16 deltagande klubblag |
| ----------------------------------------- | ----------------------------------------- | ----------------------------------------- | ----------------------------------------- | ----------------------------------------- |
| Lag 1                                     | Totalt                                    | Lag 2                                     | Möte 1                                    | Möte 2                                    |
| Borussia Mönchengladbach                  | 0–4                                       | Manchester City                           | 0–2                                       | 0–2                                       |
| Lazio                                     | 2–6                                       | Bayern München                            | 1–4                                       | 1–2                                       |
| Atlético Madrid                           | 0–3                                       | Chelsea                                   | 0–1                                       | 0–2                                       |
| RB Leipzig                                | 0–4                                       | Liverpool                                 | 0–2                                       | 0–2                                       |
| Porto                                     | 00004–4 (BM)                              | Juventus                                  | 2–1                                       | 2–3 (e.f.)                                |
| Barcelona                                 | 2–5                                       | Paris Saint-Germain                       | 1–4                                       | 1–1                                       |
| Sevilla                                   | 4–5                                       | Borussia Dortmund                         | 2–3                                       | 2–2                                       |
| Atalanta                                  | 1–4                                       | Real Madrid                               | 0–1                                       | 1–3                                       |

### Matcher
|       | 24 februari 2021 | Borussia Mönchengladbach | 0 – 2           | Manchester City                      | Puskás Aréna                                                     |                                                                  |
| 21:00 | 21:00            |                          | (0 – 1) Rapport | 29′ Bernardo Silva 65′ Gabriel Jesus | Budapest (Ungern) Publik: 0 Domare: Artur Soares Dias (Portugal) | Budapest (Ungern) Publik: 0 Domare: Artur Soares Dias (Portugal) |
| 21:00 | 21:00            |                          |                 |                                      | Budapest (Ungern) Publik: 0 Domare: Artur Soares Dias (Portugal) | Budapest (Ungern) Publik: 0 Domare: Artur Soares Dias (Portugal) |
| 21:00 | 21:00            |                          |                 |                                      | Budapest (Ungern) Publik: 0 Domare: Artur Soares Dias (Portugal) | Budapest (Ungern) Publik: 0 Domare: Artur Soares Dias (Portugal) |

|       | 16 mars 2021 | Manchester City                        | 2 – 0           | Borussia Mönchengladbach | Puskás Aréna                                                  |                                                               |
| 21:00 | 21:00        | Kevin De Bruyne 12′ İlkay Gündoğan 18′ | (2 – 0) Rapport |                          | Budapest (Ungern) Publik: 0 Domare: Sergei Karasev (Ryssland) | Budapest (Ungern) Publik: 0 Domare: Sergei Karasev (Ryssland) |
| 21:00 | 21:00        |                                        |                 |                          | Budapest (Ungern) Publik: 0 Domare: Sergei Karasev (Ryssland) | Budapest (Ungern) Publik: 0 Domare: Sergei Karasev (Ryssland) |
| 21:00 | 21:00        |                                        |                 |                          | Budapest (Ungern) Publik: 0 Domare: Sergei Karasev (Ryssland) | Budapest (Ungern) Publik: 0 Domare: Sergei Karasev (Ryssland) |

Manchester City avancerade till kvartsfinal med det ackumulerade slutresultatet 4–0.
|       | 23 februari 2021 | Lazio              | 1 – 4           | Bayern München                                                                     | Stadio Olimpico                              |                                              |
| 21:00 | 21:00            | Joaquín Correa 49′ | (0 – 3) Rapport | 9′ Robert Lewandowski 24′ Jamal Musiala 42′ Leroy Sané 47′ (sjm.) Francesco Acerbi | Rom Publik: 0 Domare: Orel Grinfeld (Israel) | Rom Publik: 0 Domare: Orel Grinfeld (Israel) |
| 21:00 | 21:00            |                    |                 |                                                                                    | Rom Publik: 0 Domare: Orel Grinfeld (Israel) | Rom Publik: 0 Domare: Orel Grinfeld (Israel) |
| 21:00 | 21:00            |                    |                 |                                                                                    | Rom Publik: 0 Domare: Orel Grinfeld (Israel) | Rom Publik: 0 Domare: Orel Grinfeld (Israel) |

|       | 17 mars 2021 | Bayern München                                             | 2 – 1           | Lazio            | Allianz Arena                                      |                                                    |
| 21:00 | 21:00        | Robert Lewandowski 33′ (str.) Eric Maxim Choupo-Moting 73′ | (1 – 0) Rapport | 82′ Marco Parolo | München Publik: 0 Domare: István Kovács (Rumänien) | München Publik: 0 Domare: István Kovács (Rumänien) |
| 21:00 | 21:00        |                                                            |                 |                  | München Publik: 0 Domare: István Kovács (Rumänien) | München Publik: 0 Domare: István Kovács (Rumänien) |
| 21:00 | 21:00        |                                                            |                 |                  | München Publik: 0 Domare: István Kovács (Rumänien) | München Publik: 0 Domare: István Kovács (Rumänien) |

Bayern München avancerade till kvartsfinal med det ackumulerade slutresultatet 6–2.
|       | 23 februari 2021 | Atlético Madrid | 0 – 1           | Chelsea            | Arena Națională                                              |                                                              |
| 21:00 | 21:00            |                 | (0 – 0) Rapport | 68′ Olivier Giroud | Bukarest (Rumänien) Publik: 0 Domare: Felix Brych (Tyskland) | Bukarest (Rumänien) Publik: 0 Domare: Felix Brych (Tyskland) |
| 21:00 | 21:00            |                 |                 |                    | Bukarest (Rumänien) Publik: 0 Domare: Felix Brych (Tyskland) | Bukarest (Rumänien) Publik: 0 Domare: Felix Brych (Tyskland) |
| 21:00 | 21:00            |                 |                 |                    | Bukarest (Rumänien) Publik: 0 Domare: Felix Brych (Tyskland) | Bukarest (Rumänien) Publik: 0 Domare: Felix Brych (Tyskland) |

|       | 17 mars 2021 | Chelsea                                 | 2 – 0           | Atlético Madrid | Stamford Bridge                                   |                                                   |
| 21:00 | 21:00        | Hakim Ziyech 34′ Emerson Palmieri 90+4′ | (1 – 0) Rapport |                 | London Publik: 0 Domare: Daniele Orsato (Italien) | London Publik: 0 Domare: Daniele Orsato (Italien) |
| 21:00 | 21:00        |                                         |                 |                 | London Publik: 0 Domare: Daniele Orsato (Italien) | London Publik: 0 Domare: Daniele Orsato (Italien) |
| 21:00 | 21:00        |                                         |                 |                 | London Publik: 0 Domare: Daniele Orsato (Italien) | London Publik: 0 Domare: Daniele Orsato (Italien) |

Chelsea avancerade till kvartsfinal med det ackumulerade slutresultatet 3–0.
|       | 16 februari 2021 | RB Leipzig | 0 – 2           | Liverpool                        | Puskás Aréna                                                  |                                                               |
| 21:00 | 21:00            |            | (0 – 0) Rapport | 53′ Mohamed Salah 58′ Sadio Mané | Budapest (Ungern) Publik: 0 Domare: Slavko Vinčić (Slovenien) | Budapest (Ungern) Publik: 0 Domare: Slavko Vinčić (Slovenien) |
| 21:00 | 21:00            |            |                 |                                  | Budapest (Ungern) Publik: 0 Domare: Slavko Vinčić (Slovenien) | Budapest (Ungern) Publik: 0 Domare: Slavko Vinčić (Slovenien) |
| 21:00 | 21:00            |            |                 |                                  | Budapest (Ungern) Publik: 0 Domare: Slavko Vinčić (Slovenien) | Budapest (Ungern) Publik: 0 Domare: Slavko Vinčić (Slovenien) |

|       | 10 mars 2021 | Liverpool                        | 2 – 0           | RB Leipzig | Puskás Aréna                                                   |                                                                |
| 21:00 | 21:00        | Mohamed Salah 70′ Sadio Mané 74′ | (0 – 0) Rapport |            | Budapest (Ungern) Publik: 0 Domare: Clément Turpin (Frankrike) | Budapest (Ungern) Publik: 0 Domare: Clément Turpin (Frankrike) |
| 21:00 | 21:00        |                                  |                 |            | Budapest (Ungern) Publik: 0 Domare: Clément Turpin (Frankrike) | Budapest (Ungern) Publik: 0 Domare: Clément Turpin (Frankrike) |
| 21:00 | 21:00        |                                  |                 |            | Budapest (Ungern) Publik: 0 Domare: Clément Turpin (Frankrike) | Budapest (Ungern) Publik: 0 Domare: Clément Turpin (Frankrike) |

Liverpool avancerade till kvartsfinal med det ackumulerade slutresultatet 4–0.
|       | 17 februari 2021 | Porto                             | 2 – 1           | Juventus            | Estádio do Dragão                                         |                                                           |
| 21:00 | 21:00            | Mehdi Taremi 2′ Moussa Marega 46′ | (1 – 0) Rapport | 82′ Federico Chiesa | Porto Publik: 0 Domare: Carlos del Cerro Grande (Spanien) | Porto Publik: 0 Domare: Carlos del Cerro Grande (Spanien) |
| 21:00 | 21:00            |                                   |                 |                     | Porto Publik: 0 Domare: Carlos del Cerro Grande (Spanien) | Porto Publik: 0 Domare: Carlos del Cerro Grande (Spanien) |
| 21:00 | 21:00            |                                   |                 |                     | Porto Publik: 0 Domare: Carlos del Cerro Grande (Spanien) | Porto Publik: 0 Domare: Carlos del Cerro Grande (Spanien) |

|       | 9 mars 2021 | Juventus                                    | 00003 – 2 (e.fl.) | Porto                            | Juventus Stadium                                      |                                                       |
| 21:00 | 21:00       | Federico Chiesa 49′, 63′ Adrien Rabiot 117′ | (0 – 1) Rapport   | 19′ (str.), 115′ Sérgio Oliveira | Turin Publik: 0 Domare: Björn Kuipers (Nederländerna) | Turin Publik: 0 Domare: Björn Kuipers (Nederländerna) |
| 21:00 | 21:00       |                                             |                   |                                  | Turin Publik: 0 Domare: Björn Kuipers (Nederländerna) | Turin Publik: 0 Domare: Björn Kuipers (Nederländerna) |
| 21:00 | 21:00       |                                             |                   |                                  | Turin Publik: 0 Domare: Björn Kuipers (Nederländerna) | Turin Publik: 0 Domare: Björn Kuipers (Nederländerna) |

Porto avancerade till kvartsfinal med det ackumulerade slutresultatet 4–4, där de gick vidare genom bortamålsregeln.
|       | 16 februari 2021 | Barcelona               | 1 – 4           | Paris Saint-Germain                        | Camp Nou                                                  |                                                           |
| 21:00 | 21:00            | Lionel Messi 27′ (str.) | (1 – 0) Rapport | 32′, 65′, 85′ Kylian Mbappé 70′ Moise Kean | Barcelona Publik: 0 Domare: Björn Kuipers (Nederländerna) | Barcelona Publik: 0 Domare: Björn Kuipers (Nederländerna) |
| 21:00 | 21:00            |                         |                 |                                            | Barcelona Publik: 0 Domare: Björn Kuipers (Nederländerna) | Barcelona Publik: 0 Domare: Björn Kuipers (Nederländerna) |
| 21:00 | 21:00            |                         |                 |                                            | Barcelona Publik: 0 Domare: Björn Kuipers (Nederländerna) | Barcelona Publik: 0 Domare: Björn Kuipers (Nederländerna) |

|       | 10 mars 2021 | Paris Saint-Germain      | 1 – 1           | Barcelona        | Parc des Princes                                 |                                                  |
| 21:00 | 21:00        | Kylian Mbappé 31′ (str.) | (1 – 1) Rapport | 37′ Lionel Messi | Paris Publik: 0 Domare: Anthony Taylor (England) | Paris Publik: 0 Domare: Anthony Taylor (England) |
| 21:00 | 21:00        |                          |                 |                  | Paris Publik: 0 Domare: Anthony Taylor (England) | Paris Publik: 0 Domare: Anthony Taylor (England) |
| 21:00 | 21:00        |                          |                 |                  | Paris Publik: 0 Domare: Anthony Taylor (England) | Paris Publik: 0 Domare: Anthony Taylor (England) |

Paris Saint-Germain avancerade till kvartsfinal med det ackumulerade slutresultatet 5–2.
|       | 17 februari 2021 | Sevilla                  | 2 – 3           | Borussia Dortmund                               | Ramón Sánchez Pizjuán                                    |                                                          |
| 21:00 | 21:00            | Suso 7′ Luuk de Jong 84′ | (1 – 3) Rapport | 19′ Mahmoud Dahoud 27′, 43′ Erling Braut Håland | Sevilla Publik: 0 Domare: Danny Makkelie (Nederländerna) | Sevilla Publik: 0 Domare: Danny Makkelie (Nederländerna) |
| 21:00 | 21:00            |                          |                 |                                                 | Sevilla Publik: 0 Domare: Danny Makkelie (Nederländerna) | Sevilla Publik: 0 Domare: Danny Makkelie (Nederländerna) |
| 21:00 | 21:00            |                          |                 |                                                 | Sevilla Publik: 0 Domare: Danny Makkelie (Nederländerna) | Sevilla Publik: 0 Domare: Danny Makkelie (Nederländerna) |

|       | 9 mars 2021 | Borussia Dortmund                   | 2 – 2           | Sevilla                             | Westfalenstadion                                  |                                                   |
| 21:00 | 21:00       | Erling Braut Håland 35′, 54′ (str.) | (1 – 0) Rapport | 69′ (str.), 90+6′ Youssef En-Nesyri | Dortmund Publik: 0 Domare: Cüneyt Çakır (Turkiet) | Dortmund Publik: 0 Domare: Cüneyt Çakır (Turkiet) |
| 21:00 | 21:00       |                                     |                 |                                     | Dortmund Publik: 0 Domare: Cüneyt Çakır (Turkiet) | Dortmund Publik: 0 Domare: Cüneyt Çakır (Turkiet) |
| 21:00 | 21:00       |                                     |                 |                                     | Dortmund Publik: 0 Domare: Cüneyt Çakır (Turkiet) | Dortmund Publik: 0 Domare: Cüneyt Çakır (Turkiet) |

Borussia Dortmund avancerade till kvartsfinal med det ackumulerade slutresultatet 5–4.
|       | 24 februari 2021 | Atalanta | 0 – 1           | Real Madrid       | Stadio Atleti Azzurri d'Italia                      |                                                     |
| 21:00 | 21:00            |          | (0 – 0) Rapport | 86′ Ferland Mendy | Bergamo Publik: 0 Domare: Tobias Stieler (Tyskland) | Bergamo Publik: 0 Domare: Tobias Stieler (Tyskland) |
| 21:00 | 21:00            |          |                 |                   | Bergamo Publik: 0 Domare: Tobias Stieler (Tyskland) | Bergamo Publik: 0 Domare: Tobias Stieler (Tyskland) |
| 21:00 | 21:00            |          |                 |                   | Bergamo Publik: 0 Domare: Tobias Stieler (Tyskland) | Bergamo Publik: 0 Domare: Tobias Stieler (Tyskland) |

|       | 16 mars 2021 | Real Madrid                                                 | 3 – 1           | Atalanta        | Alfredo Di Stéfano                                      |                                                         |
| 21:00 | 21:00        | Karim Benzema 34′ Sergio Ramos 60′ (str.) Marco Asensio 85′ | (1 – 0) Rapport | 83′ Luis Muriel | Madrid Publik: 0 Domare: Danny Makkelie (Nederländerna) | Madrid Publik: 0 Domare: Danny Makkelie (Nederländerna) |
| 21:00 | 21:00        |                                                             |                 |                 | Madrid Publik: 0 Domare: Danny Makkelie (Nederländerna) | Madrid Publik: 0 Domare: Danny Makkelie (Nederländerna) |
| 21:00 | 21:00        |                                                             |                 |                 | Madrid Publik: 0 Domare: Danny Makkelie (Nederländerna) | Madrid Publik: 0 Domare: Danny Makkelie (Nederländerna) |

Real Madrid avancerade till kvartsfinal med det ackumulerade slutresultatet 4–1.

## Kvartsfinaler

### Sammanfattning
| Kvartsfinaler – 8 deltagande klubblag | Kvartsfinaler – 8 deltagande klubblag | Kvartsfinaler – 8 deltagande klubblag | Kvartsfinaler – 8 deltagande klubblag | Kvartsfinaler – 8 deltagande klubblag |
| ------------------------------------- | ------------------------------------- | ------------------------------------- | ------------------------------------- | ------------------------------------- |
| Lag 1                                 | Totalt                                | Lag 2                                 | Möte 1                                | Möte 2                                |
| Manchester City                       | 4–2                                   | Borussia Dortmund                     | 2–1                                   | 2–1                                   |
| Porto                                 | 1–2                                   | Chelsea                               | 0–2                                   | 1–0                                   |
| Bayern München                        | 00003–3 (BM)                          | Paris Saint-Germain                   | 2–3                                   | 1–0                                   |
| Real Madrid                           | 3–1                                   | Liverpool                             | 3–1                                   | 0–0                                   |

### Matcher
|       | 6 april 2021 | Manchester City                    | 2 – 1           | Borussia Dortmund | City of Manchester Stadium                             |                                                        |
| 21:00 | 21:00        | Kevin De Bruyne 19′ Phil Foden 90′ | (1 – 0) Rapport | 84′ Marco Reus    | Manchester Publik: 0 Domare: Ovidiu Hațegan (Rumänien) | Manchester Publik: 0 Domare: Ovidiu Hațegan (Rumänien) |
| 21:00 | 21:00        |                                    |                 |                   | Manchester Publik: 0 Domare: Ovidiu Hațegan (Rumänien) | Manchester Publik: 0 Domare: Ovidiu Hațegan (Rumänien) |
| 21:00 | 21:00        |                                    |                 |                   | Manchester Publik: 0 Domare: Ovidiu Hațegan (Rumänien) | Manchester Publik: 0 Domare: Ovidiu Hațegan (Rumänien) |

|       | 14 april 2021 | Borussia Dortmund   | 1 – 2           | Manchester City                        | Westfalenstadion                                             |                                                              |
| 21:00 | 21:00         | Jude Bellingham 15′ | (1 – 0) Rapport | 55′ (str.) Riyad Mahrez 75′ Phil Foden | Dortmund Publik: 0 Domare: Carlos del Cerro Grande (Spanien) | Dortmund Publik: 0 Domare: Carlos del Cerro Grande (Spanien) |
| 21:00 | 21:00         |                     |                 |                                        | Dortmund Publik: 0 Domare: Carlos del Cerro Grande (Spanien) | Dortmund Publik: 0 Domare: Carlos del Cerro Grande (Spanien) |
| 21:00 | 21:00         |                     |                 |                                        | Dortmund Publik: 0 Domare: Carlos del Cerro Grande (Spanien) | Dortmund Publik: 0 Domare: Carlos del Cerro Grande (Spanien) |

Manchester City avancerade till semifinal med det ackumulerade slutresultatet 4–2.
|       | 7 april 2021 | Porto | 0 – 2           | Chelsea                          | Ramón Sánchez Pizjuán                                         |                                                               |
| 21:00 | 21:00        |       | (0 – 1) Rapport | 32′ Mason Mount 85′ Ben Chilwell | Sevilla (Spanien) Publik: 0 Domare: Slavko Vinčić (Slovenien) | Sevilla (Spanien) Publik: 0 Domare: Slavko Vinčić (Slovenien) |
| 21:00 | 21:00        |       |                 |                                  | Sevilla (Spanien) Publik: 0 Domare: Slavko Vinčić (Slovenien) | Sevilla (Spanien) Publik: 0 Domare: Slavko Vinčić (Slovenien) |
| 21:00 | 21:00        |       |                 |                                  | Sevilla (Spanien) Publik: 0 Domare: Slavko Vinčić (Slovenien) | Sevilla (Spanien) Publik: 0 Domare: Slavko Vinčić (Slovenien) |

|       | 13 april 2021 | Chelsea | 0 – 1           | Porto              | Ramón Sánchez Pizjuán                                          |                                                                |
| 21:00 | 21:00         |         | (0 – 0) Rapport | 90+4′ Mehdi Taremi | Sevilla (Spanien) Publik: 0 Domare: Clément Turpin (Frankrike) | Sevilla (Spanien) Publik: 0 Domare: Clément Turpin (Frankrike) |
| 21:00 | 21:00         |         |                 |                    | Sevilla (Spanien) Publik: 0 Domare: Clément Turpin (Frankrike) | Sevilla (Spanien) Publik: 0 Domare: Clément Turpin (Frankrike) |
| 21:00 | 21:00         |         |                 |                    | Sevilla (Spanien) Publik: 0 Domare: Clément Turpin (Frankrike) | Sevilla (Spanien) Publik: 0 Domare: Clément Turpin (Frankrike) |

Chelsea avancerade till semifinal med det ackumulerade slutresultatet 2–1.
|       | 7 april 2021 | Bayern München                                 | 2 – 3           | Paris Saint-Germain                  | Allianz Arena                                           |                                                         |
| 21:00 | 21:00        | Eric Maxim Choupo-Moting 37′ Thomas Müller 60′ | (1 – 2) Rapport | 3′, 68′ Kylian Mbappé 28′ Marquinhos | München Publik: 0 Domare: Antonio Mateu Lahoz (Spanien) | München Publik: 0 Domare: Antonio Mateu Lahoz (Spanien) |
| 21:00 | 21:00        |                                                |                 |                                      | München Publik: 0 Domare: Antonio Mateu Lahoz (Spanien) | München Publik: 0 Domare: Antonio Mateu Lahoz (Spanien) |
| 21:00 | 21:00        |                                                |                 |                                      | München Publik: 0 Domare: Antonio Mateu Lahoz (Spanien) | München Publik: 0 Domare: Antonio Mateu Lahoz (Spanien) |

|       | 13 april 2021 | Paris Saint-Germain | 0 – 1           | Bayern München               | Parc des Princes                                 |                                                  |
| 21:00 | 21:00         |                     | (0 – 1) Rapport | 40′ Eric Maxim Choupo-Moting | Paris Publik: 0 Domare: Daniele Orsato (Italien) | Paris Publik: 0 Domare: Daniele Orsato (Italien) |
| 21:00 | 21:00         |                     |                 |                              | Paris Publik: 0 Domare: Daniele Orsato (Italien) | Paris Publik: 0 Domare: Daniele Orsato (Italien) |
| 21:00 | 21:00         |                     |                 |                              | Paris Publik: 0 Domare: Daniele Orsato (Italien) | Paris Publik: 0 Domare: Daniele Orsato (Italien) |

Paris Saint-Germain avancerade till semifinal med det ackumulerade slutresultatet 3–3, där de gick vidare genom bortamålsregeln.
|       | 6 april 2021 | Real Madrid                                | 3 – 1           | Liverpool         | Alfredo Di Stéfano                              |                                                 |
| 21:00 | 21:00        | Vinícius Júnior 27′, 65′ Marco Asensio 36′ | (2 – 0) Rapport | 51′ Mohamed Salah | Madrid Publik: 0 Domare: Felix Brych (Tyskland) | Madrid Publik: 0 Domare: Felix Brych (Tyskland) |
| 21:00 | 21:00        |                                            |                 |                   | Madrid Publik: 0 Domare: Felix Brych (Tyskland) | Madrid Publik: 0 Domare: Felix Brych (Tyskland) |
| 21:00 | 21:00        |                                            |                 |                   | Madrid Publik: 0 Domare: Felix Brych (Tyskland) | Madrid Publik: 0 Domare: Felix Brych (Tyskland) |

|       | 14 april 2021 | Liverpool | 0 – 0   | Real Madrid | Anfield                                                   |                                                           |
| 21:00 | 21:00         |           | Rapport |             | Liverpool Publik: 0 Domare: Björn Kuipers (Nederländerna) | Liverpool Publik: 0 Domare: Björn Kuipers (Nederländerna) |
| 21:00 | 21:00         |           |         |             | Liverpool Publik: 0 Domare: Björn Kuipers (Nederländerna) | Liverpool Publik: 0 Domare: Björn Kuipers (Nederländerna) |
| 21:00 | 21:00         |           |         |             | Liverpool Publik: 0 Domare: Björn Kuipers (Nederländerna) | Liverpool Publik: 0 Domare: Björn Kuipers (Nederländerna) |

Real Madrid avancerade till semifinal med det ackumulerade slutresultatet 3–1.

## Semifinaler

### Sammanfattning
| Semifinaler – 4 deltagande klubblag | Semifinaler – 4 deltagande klubblag | Semifinaler – 4 deltagande klubblag | Semifinaler – 4 deltagande klubblag | Semifinaler – 4 deltagande klubblag |
| ----------------------------------- | ----------------------------------- | ----------------------------------- | ----------------------------------- | ----------------------------------- |
| Lag 1                               | Totalt                              | Lag 2                               | Möte 1                              | Möte 2                              |
| Paris Saint-Germain                 | 1–4                                 | Manchester City                     | 1–2                                 | 0–2                                 |
| Real Madrid                         | 1–3                                 | Chelsea                             | 1–1                                 | 0–2                                 |

### Matcher
|       | 28 april 2021 | Paris Saint-Germain | 1 – 2           | Manchester City                      | Parc des Princes                               |                                                |
| 21:00 | 21:00         | Marquinhos 15′      | (1 – 0) Rapport | 64′ Kevin De Bruyne 71′ Riyad Mahrez | Paris Publik: 0 Domare: Felix Brych (Tyskland) | Paris Publik: 0 Domare: Felix Brych (Tyskland) |
| 21:00 | 21:00         |                     |                 |                                      | Paris Publik: 0 Domare: Felix Brych (Tyskland) | Paris Publik: 0 Domare: Felix Brych (Tyskland) |
| 21:00 | 21:00         |                     |                 |                                      | Paris Publik: 0 Domare: Felix Brych (Tyskland) | Paris Publik: 0 Domare: Felix Brych (Tyskland) |

|       | 4 maj 2021 | Manchester City       | 2 – 0           | Paris Saint-Germain | City of Manchester Stadium                                 |                                                            |
| 21:00 | 21:00      | Riyad Mahrez 11′, 63′ | (1 – 0) Rapport |                     | Manchester Publik: 0 Domare: Björn Kuipers (Nederländerna) | Manchester Publik: 0 Domare: Björn Kuipers (Nederländerna) |
| 21:00 | 21:00      |                       |                 |                     | Manchester Publik: 0 Domare: Björn Kuipers (Nederländerna) | Manchester Publik: 0 Domare: Björn Kuipers (Nederländerna) |
| 21:00 | 21:00      |                       |                 |                     | Manchester Publik: 0 Domare: Björn Kuipers (Nederländerna) | Manchester Publik: 0 Domare: Björn Kuipers (Nederländerna) |

Manchester City avancerade till final med det ackumulerade slutresultatet 4–1.
|       | 27 april 2021 | Real Madrid       | 1 – 1           | Chelsea               | Alfredo Di Stéfano                                      |                                                         |
| 21:00 | 21:00         | Karim Benzema 29′ | (1 – 1) Rapport | 14′ Christian Pulisic | Madrid Publik: 0 Domare: Danny Makkelie (Nederländerna) | Madrid Publik: 0 Domare: Danny Makkelie (Nederländerna) |
| 21:00 | 21:00         |                   |                 |                       | Madrid Publik: 0 Domare: Danny Makkelie (Nederländerna) | Madrid Publik: 0 Domare: Danny Makkelie (Nederländerna) |
| 21:00 | 21:00         |                   |                 |                       | Madrid Publik: 0 Domare: Danny Makkelie (Nederländerna) | Madrid Publik: 0 Domare: Danny Makkelie (Nederländerna) |

|       | 5 maj 2021 | Chelsea                         | 2 – 0           | Real Madrid | Stamford Bridge                                   |                                                   |
| 21:00 | 21:00      | Timo Werner 28′ Mason Mount 85′ | (1 – 0) Rapport |             | London Publik: 0 Domare: Daniele Orsato (Italien) | London Publik: 0 Domare: Daniele Orsato (Italien) |
| 21:00 | 21:00      |                                 |                 |             | London Publik: 0 Domare: Daniele Orsato (Italien) | London Publik: 0 Domare: Daniele Orsato (Italien) |
| 21:00 | 21:00      |                                 |                 |             | London Publik: 0 Domare: Daniele Orsato (Italien) | London Publik: 0 Domare: Daniele Orsato (Italien) |

Chelsea avancerade till final med det ackumulerade slutresultatet ee3–1.

## Final
|       | 29 maj 2021 | Manchester City | 0 – 1           | Chelsea         | Estádio do Dragão                                          |                                                            |
| 21:00 | 21:00       |                 | (0 – 1) Rapport | 42′ Kai Havertz | Porto Publik: 14 110 Domare: Antonio Mateu Lahoz (Spanien) | Porto Publik: 14 110 Domare: Antonio Mateu Lahoz (Spanien) |
| 21:00 | 21:00       |                 |                 |                 | Porto Publik: 14 110 Domare: Antonio Mateu Lahoz (Spanien) | Porto Publik: 14 110 Domare: Antonio Mateu Lahoz (Spanien) |
| 21:00 | 21:00       |                 |                 |                 | Porto Publik: 14 110 Domare: Antonio Mateu Lahoz (Spanien) | Porto Publik: 14 110 Domare: Antonio Mateu Lahoz (Spanien) |